# ISO 3166-2:HT

Départements in Haiti

Die Liste der ISO-3166-2-Codes für  Haiti enthält die Codes für die zehn Départements.

Die Codes bestehen aus zwei Teilen, die durch einen Bindestrich voneinander getrennt sind. Der erste Teil gibt den Landescode gemäß ISO 3166-1 (für  Haiti HT), der zweite den Code für das Département wieder.
Die aktuellen Codes stehen auf der Seite der ISO unter #iso:code:3166:HT zur Verfügung.

| Département | Code  |
| ----------- | ----- |
| Artibonite  | HT-AR |
| Centre      | HT-CE |
| Grand’Anse  | HT-GA |
| Nippes      | HT-NI |
| Nord        | HT-ND |
| Nord-Est    | HT-NE |
| Nord-Ouest  | HT-NO |
| Ouest       | HT-OU |
| Sud         | HT-SD |
| Sud-Est     | HT-SE |